# Lew Ozierow
Lew Adolfowicz Ozierow (ros. Лев Адольфович Озеров; ur. 23 sierpnia 1914, zm. 18 marca 1996) – radziecki poeta.

## Wiersze
- Wiśniowy sad bieleje pełen krasy[1] (Вишневый сад белеет в темноте)[2]
- Z wioseł spadają krople